# S3 – Stark, schnell, schlau/Episodenliste

Logo der Serie S3 – Stark, schnell, schlau

Diese Liste enthält alle Episoden der US-amerikanischen Jugendserie S3 – Stark, schnell, schlau, sortiert nach der US-amerikanischen Erstausstrahlung. Die Fernsehserie umfasst derzeit drei Staffeln mit 96 Episoden.

## Übersicht
| Staffel | Episodenanzahl | Erstausstrahlung USA | Erstausstrahlung USA | Deutschsprachige Erstausstrahlung | Deutschsprachige Erstausstrahlung |
| Staffel | Episodenanzahl | Staffelpremiere      | Staffelfinale        | Staffelpremiere                   | Staffelfinale                     |
| ------- | -------------- | -------------------- | -------------------- | --------------------------------- | --------------------------------- |
| 1       | 20             | 27. Februar 2012     | 5. November 2012     | 24. September 2012                | 30. Oktober 2012                  |
| 2       | 26             | 27. Februar 2013     | 13. Januar 2014      | 17. Oktober 2013                  | 7. März 2014                      |
| 3       | 26             | 17. Februar 2014     | 5. Februar 2015      | 11. August 2014                   | 29. Mai 2015                      |
| 4       | 24             | 18. März 2015        | 3. Februar 2016      | 3. Oktober 2015                   | 16. März 2016                     |

## Staffel 1
Die Erstausstrahlung der ersten Staffel war vom 27. Februar bis zum 5. November 2012 auf dem US-amerikanischen Sender Disney XD zu sehen. Die deutschsprachige Erstausstrahlung sendete der deutsche Pay-TV-Sender Disney XD vom 24. September bis 30. Oktober 2012.
| Nr. (ges.) | Nr. (St.) | Deutscher Titel                 | Originaltitel                | Erstausstrahlung USA | Deutschsprachige Erstausstrahlung (D) |
| ---------- | --------- | ------------------------------- | ---------------------------- | -------------------- | ------------------------------------- |
| 1          | 1         | Leos neue Familie (1)           | Crush, Chop and Burn (1)     | 27. Feb. 2012        | 24. Sep. 2012                         |
| 2          | 2         | Leos neue Familie (2)           | Crush, Chop and Burn (2)     | 28. Feb. 2012        | 24. Sep. 2012                         |
| 3          | 3         | Die Kommando-App                | Commando App                 | 5. März 2012         | 25. Sep. 2012                         |
| 4          | 4         | Rivalen                         | Leo's Jam                    | 12. März 2012        | 26. Sep. 2012                         |
| 5          | 5         | Die erste Mission               | Rats on a Train              | 19. März 2012        | 27. Sep. 2012                         |
| 6          | 6         | Oma-Alarm                       | Exoskeleton vs. Grandma      | 6. Apr. 2012         | 2. Okt. 2012                          |
| 7          | 7         | Schlau, schlauer, am schlausten | Smart and Smarter            | 23. Apr. 2012        | 1. Okt. 2012                          |
| 8          | 8         | Happy Birthday!                 | Bionic Birthday Fail         | 7. Mai 2012          | 3. Okt. 2012                          |
| 9          | 9         | Die Überbrückungs-App           | Death Spiral Smackdown       | 7. Juni 2012         | 4. Okt. 2012                          |
| 10         | 10        | Ein eigenes Zimmer für Bree     | Can I Borrow the Helicopter? | 14. Juni 2012        | 8. Okt. 2012                          |
| 11         | 11        | Der doppelte Leo                | Back From the Future         | 21. Juni 2012        | 9. Okt. 2012                          |
| 12         | 12        | Chiptausch                      | Chip Switch                  | 28. Juni 2012        | 10. Okt. 2012                         |
| 13         | 13        | Sturmfrei                       | Drone Alone                  | 5. Juli 2012         | 11. Okt. 2012                         |
| 14         | 14        | Taschengeld-Zoff                | Chore Wars                   | 12. Juli 2012        | 15. Okt. 2012                         |
| 15         | 15        | Ein Tag am Strand               | Dude, Where's My Lab?        | 16. Juli 2012        | 16. Okt. 2012                         |
| 16         | 16        | Das Basketball-Duell            | Air Leo                      | 8. Okt. 2012         | 17. Okt. 2012                         |
| 17         | 17        | Die Nacht des lebenden Virus    | Night of the Living Virus    | 15. Okt. 2012        | 30. Okt. 2012                         |
| 18         | 18        | Elternsprechtag                 | Mission Invisible            | 22. Okt. 2012        | 18. Okt. 2012                         |
| 19         | 19        | Konzert aus der Dose            | Concert in a Can             | 29. Okt. 2012        | 22. Okt. 2012                         |
| 20         | 20        | Odyssee im Weltraum             | Mission: Space               | 5. Nov. 2012         | 23. Okt. 2012                         |

## Staffel 2
Die Erstausstrahlung der zweiten Staffel startete am 25. Februar 2013 auf dem US-amerikanischen Sender Disney XD und am 17. Oktober 2013 in Deutschland bei Disney XD.
| Nr. (ges.) | Nr. (St.) | Deutscher Titel          | Originaltitel                      | Erstausstrahlung USA | Deutschsprachige Erstausstrahlung (D) |
| ---------- | --------- | ------------------------ | ---------------------------------- | -------------------- | ------------------------------------- |
| 21         | 1         | Die Autofalle            | Speed Trapped                      | 25. Feb. 2013        | 17. Okt. 2013                         |
| 22         | 2         | Die Spionagefliege       | Spy Fly                            | 4. März 2013         | 18. Okt. 2013                         |
| 23         | 3         | Der Retter der Mission   | Missin' the Mission                | 11. März 2013        | 21. Okt. 2013                         |
| 24         | 4         | Quarantäne               | Quarantined                        | 18. März 2013        | 22. Okt. 2013                         |
| 25         | 5         | Kampfroboter             | Robot Fight Club                   | 25. März 2013        | 23. Okt. 2013                         |
| 26         | 6         | Das Leben ist gefährlich | Bro Down                           | 1. Apr. 2013         | 24. Okt. 2013                         |
| 27         | 7         | Der Streik               | The Rats Strike Back               | 8. Apr. 2013         | 25. Okt. 2013                         |
| 28         | 8         | Paralleluniversum        | Parallel Universe                  | 17. Juni 2013        | 28. Okt. 2013                         |
| 29         | 9         | Die Talentshow           | Spike's Got Talent                 | 24. Juni 2013        | 30. Okt. 2013                         |
| 30         | 10        | Leo in Gefahr            | Leo vs. Evil                       | 24. Juni 2013        | 29. Okt. 2013                         |
| 31         | 11        | Die Kunstfälscher        | Hole In One                        | 1. Juli 2013         | 1. Nov. 2013                          |
| 32         | 12        | Der Monstertruck         | Trucked Out                        | 8. Juli 2013         | 4. Nov. 2013                          |
| 33         | 13        | Mein Haus, dein Haus     | The Bionic 500                     | 22. Juli 2013        | 5. Nov. 2013                          |
| 34         | 14        | Wahre Helden (1)         | Bionic Showdown (1)                | 5. Aug. 2013         | 13. Dez. 2013                         |
| 35         | 15        | Wahre Helden (2)         | Bionic Showdown (2)                | 5. Aug. 2013         | 13. Dez. 2013                         |
| 36         | 16        | Vergiss es!              | Memory Wipe                        | 19. Aug. 2013        | 6. Nov. 2013                          |
| 37         | 17        | Ein ungebetener Retter   | Avalanche                          | 16. Sep. 2013        | 7. Nov. 2013                          |
| 38         | 18        | Die Adams                | Adam Up                            | 23. Sep. 2013        | 8. Nov. 2013                          |
| 39         | 19        | Das Drama mit dem Lama   | Llama Drama                        | 30. Sep. 2013        | 11. Nov. 2013                         |
| 40         | 20        | Die Geisterjäger         | The Haunting of Mission Creek High | 14. Okt. 2013        | 31. Okt. 2013                         |
| 41         | 21        | Perry 2.0                | Perry 2.0                          | 11. Nov. 2013        | 3. März 2014                          |
| 42         | 22        | Mini-Adam                | My Little Brother                  | 11. Nov. 2013        | 4. März 2014                          |
| 43         | 23        | Rache ist süß            | Prank You Very Much                | 25. Nov. 2013        | 5. März 2014                          |
| 44         | 24        | Weihnachtsstress         | Twas The Mission Before Christmas  | 2. Dez. 2013         | 23. Dez. 2013                         |
| 45         | 25        | Pauken mit Trent         | Trent Gets Schooled                | 6. Jan. 2014         | 6. März 2014                          |
| 46         | 26        | Aufgeflogen!             | No Going Back                      | 13. Jan. 2014        | 7. März 2014                          |

## Staffel 3
Am 26. Juli 2013 verlängerte der Sender die Serie um eine dritte Staffel.
| Nr. (ges.) | Nr. (St.) | Deutscher Titel                       | Originaltitel                 | Erstausstrahlung USA | Deutschsprachige Erstausstrahlung (D) |
| ---------- | --------- | ------------------------------------- | ----------------------------- | -------------------- | ------------------------------------- |
| 47-48      | 1-2       | Auf der Flucht                        | Sink Or Swim                  | 17. Feb. 2014        | 11. Aug. 2014                         |
| 49         | 3         | Der Jet-Wing Stunt                    | The Jet-Wing                  | 24. Feb. 2014        | 12. Aug. 2014                         |
| 50         | 4         | Das Date und die Rakete               | Mission: Mission Creek High   | 3. März 2014         | 13. Aug. 2014                         |
| 51         | 5         | Rutsch mal!                           | Zip It                        | 10. März 2014        | 14. Aug. 2014                         |
| 52         | 6         | Gar nicht mal so Smart-Phone          | Not So Smart Phone            | 24. März 2014        | 15. Aug. 2014                         |
| 53         | 7         | Kugel-Attacke                         | Scramble The Orbs             | 7. Apr. 2014         | 18. Aug. 2014                         |
| 54         | 8         | Direktorin von einem anderen Planeten | Principal From Another Planet | 14. Apr. 2014        | 19. Aug. 2014                         |
| 55         | 9         | Entführt                              | Taken                         | 21. Apr. 2014        | 20. Aug. 2014                         |
| 56         | 10        | Drei minus Bree                       | Three minus Bree              | 30. Juni 2014        | 21. Aug. 2014                         |
| 57         | 11        | Die 2. Chance!                        | Which father knows best?      | 7. Juli 2014         | 22. Aug. 2014                         |
| 58         | 12        | Der Cyborg Hai                        | Cyborg Shark Attack           | 18. Juli 2014        | 9. Aug. 2014                          |
| 59-60      | 13-14     | Du hast was gepostet?                 | You Posted What!?!            | 28. Juli 2014        | 17 / 18. November 2014                |
| 61         | 15        | Die neue Freiheit                     | Armed and Dangerous           | 29. Sep. 2014        | 12. Nov. 2014                         |
| 62         | 16        | Die Statistenrolle                    | Alien Gladiators              | 13. Okt. 2014        | 13. Nov. 2014                         |
| 63         | 17        | Kampf der Brüder                      | Brother Battle                | 20. Okt. 2014        | 11. Nov. 2014                         |
| 64         | 18        | Spike, der Schreck!                   | Spike Fright                  | 24. Okt. 2014        | 14. Nov. 2014                         |
| 65         | 19        | Riesen-Kuddelmuddel                   | Face Off                      | 10. Nov. 2014        | 1. Apr. 2015                          |
| 66         | 20        | Weihnachten voller Pannen             | Merry Glitchmas               | 1. Dez. 2014         | 14. Dez. 2014                         |
| 67-68      | 21-22     | Die bionische Armee                   | Rise of the Secret Soldiers   | 26. Jan. 2015        | 25. Mai 2015                          |
| 69         | 23        | Bionische Hausparty                   | Bionic Houseparty             | 2. Feb. 2015         | 26. Mai 2015                          |
| 70         | 24        | Land unter                            | First Day of Bionic Academy   | 3. Feb. 2015         | 27. Mai 2015                          |
| 71         | 25        | Sturmfrei                             | Adam Steps Up                 | 4. Feb. 2015         | 28. Mai 2015                          |
| 72         | 26        | Die Mission                           | Unauthorized Mission          | 5. Feb. 2015         | 29. Mai 2015                          |

## Staffel 4
| Nr. (ges.) | Nr. (St.) | Deutscher Titel     | Originaltitel    | Erstausstrahlung USA | Deutschsprachige Erstausstrahlung (D) |
| ---------- | --------- | ------------------- | ---------------- | -------------------- | ------------------------------------- |
| 73-74      | 1-2       | Bionische Rebellion | Bionic Rebellion | 18. März 2015        | –                                     |
| 75         | 3         | Zurückgelassen      | Left Behind      | 25. März 2015        | –                                     |
| 76         | 3         | Unter Verdacht      | Under Siege      | 1. Apr. 2015         | –                                     |
| 77         | 4         | Bionischer Hund     | Bionic Dog       | 8. Apr. 2015         | –                                     |
| 78         | 5         | Alarmlawine         | Mission Mania    | 15. Apr. 2015        | -                                     |